# Czar Noir
Czar Noir è il decimo album in studio del supergruppo statunitense Czarface, pubblicato il 17 luglio 2021 per il Record Store Day

## Tracce
1. Czarface Theme 3099 – 1:49
2. Winged Fingers – 2:01
3. Voyage Dans Le Temps – 1:37
4. She Could Use Another Friend – 1:53
5. Rise of Czar Noir – 1:11
6. Quick Thinking – 1:36
7. Mass Transit – 1:23
8. Avant-Czar – 1:39
9. Czarbot 1 Theme – 1:28
10. Gas Trick – 0:53
11. Pedestrians Run – 1:09
12. Fights Are Like That – 1:49
13. Dzzzt! – 1:30
14. Next Time on Czar Noir – 1:46

## Personale
- Opere d'arte (colori) = Jason Fischer Kouhi
- Opere d'arte (disegni) = Benjamin Marra
- Copertina = L'Amour Supreme
- Design, disposizione = Alfredo Rico-Dimas
- Illustrazioni (Czarbear) = Terry Gordon
- Illustrazioni (Czarcookie) = Sean Macabre
- Illustrazioni (Czarface) = Jonny Gillard
- Illustrazioni (Czarth Maul) = Brandon Bracamonte
- Illustrazioni (Dimensioni per Czar) = LURK
- Illustrazioni (Dino-Czar) = Stephen Lindsay
- Illustrazioni (Il Re Degli Czar Spades) = Craig Deuce
- Illustrazioni (Senza Titolo) = John Coen
- Prodotto, Arrangiato da The Czar-Keys
- Scritto (Il fumetto) da Esoteric, Seamus[2]